# Ди ер
Ди ер (Di Air, стилизовано као DI AIR) је авио-компанија из Црне Горе. Ди ер, из база на аеродромима Подгорица и Тиват, лети чартер летове ка међународним дестинацијама.

## Историја
Компанија је основана 1997. године, а први лет је био 2000. године. Марта 2008. године, компанија има 7 запослених.

## Флота
- 1 Лирџет 45 (3D-BIS)
- 1 Цесна сајтејшон I (3D-IER)
- 1 Пајпер семинол (PA44-180T)
- 1 Цесна 421
- 1  томахавк
- 1 